# Continuïteit (film)
Continuïteit in een speelfilm is datgene wat de illusie van een aaneengesloten, doorlopende gebeurtenis moet suggereren, ook al worden de verschillende delen van die gebeurtenis op verschillende tijdstippen en op verschillende plaatsen opgenomen.
Voor een film worden scènes vaak niet in chronologische volgorde opgenomen, maar als aan het eind alles in elkaar wordt gemonteerd moet het wel een doorlopend geheel vormen. Om de continuïteit te bewaren moet daarom elke opname van elke scène goed gedocumenteerd worden, zodat bijvoorbeeld een personage dat in het verhaal een autoritje maakt bij aankomst hetzelfde kapsel en kleding heeft als bij vertrek. Voor deze taak is vaak een speciale functionaris met de titel 'script supervisor' aangesteld.
Duidelijke fouten in de continuïteit zullen de geloofwaardigheid van het verhaal aantasten. Vrijwel alle films bevatten echter wel een of meer kleine fouten.
Als er bij de montage speciale aandacht aan de continuïteit wordt besteed noemt men dat wel continuïteitsmontage.